# آفرینش (فیلم)
آفرینش (در برخی منابع خلقت) (به انگلیسی: Creation) نام فیلمی درام است که به قسمتی از زندگی دانشمند بزرگ چارلز داروین و زحماتی که او بابت نوشتن کتاب خاستگاه گونه‌ها کشیده‌است می‌پردازد. کارگردانی این فیلم بر عهده جان امیل بوده و از بازیگران می‌توان به پل بتانی (برای نقش داروین) و به جنیفر کانلی برای نقش همسر وی (اما داروین) اشاره کرد.
جنیفر کانلی و پُل بتانی در سال ۲۰۰۱ در جریان فیلم یک ذهن زیبا با هم آشنا شده و در سال ۲۰۰۳ ازدواج کردند.
جالب آن که این دو بازیگر در فیلم یک ذهن زیبا هم بازی بودند ولی هیچ صحنه مشترکی با هم نداشتند.
فیلم آفرینش در ۲۲ ژانویه ۲۰۱۰ اکران شد.